# Michael D. Ford

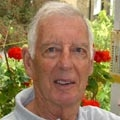
Michael D. Ford (2006)

Michael Dickins Ford (* 1928 in Südengland; † 31. Mai 2018) war ein britischer Illustrator, Artdirector und Szenenbildner, der zweimal den Oscar für das beste Szenenbild gewann und weitere zweimal für den Oscar in dieser Kategorie nominiert war.

## Leben
Ford studierte nach dem Schulbesuch zunächst Bildende Kunst am Goldsmiths College der University of London und war anschließend als Illustrator tätig, ehe er 1972 als Artdirector und Szenenbildner in der Filmwirtschaft tätig wurde.
Bei der Oscarverleihung 1981 erhielt er zusammen mit Norman Reynolds, Leslie Dilley, Harry Lange und Alan Tomkins seine erste Oscar-Nominierung für das beste Szenenbild in dem Star-Wars-Film Das Imperium schlägt zurück (1980) von Irvin Kershner mit Mark Hamill, Harrison Ford und Carrie Fisher in den Hauptrollen.
1982 gewann er gemeinsam mit Norman Reynolds seinen ersten Oscar für das beste Szenenbild, und zwar für den Abenteuerfilm Jäger des verlorenen Schatzes (1982) von Steven Spielberg mit Harrison Ford, Karen Allen und Paul Freeman.
Eine weitere Oscarnominierung bekam er zusammen mit Reynolds, Fred Hole und James L. Schoppe 1984 für den Star-Wars-Film Die Rückkehr der Jedi-Ritter (1983) von Richard Marquand, abermals mit Mark Hamill, Harrison Ford und Carrie Fisher in den Hauptrollen.
Bei der Oscarverleihung 1998 gewann er zusammen mit Peter Lamont schließlich seinen zweiten Oscar für das beste Szenenbild in Titanic (1997) von James Cameron mit Leonardo DiCaprio, Kate Winslet und Frances Fisher.

## Filmografie (Auswahl)
- 1972: The Adventurer (Fernsehserie)
- 1972: Up the front
- 1978: Destination Moonbase Alpha (Fernsehfilm)
- 1980: Das Imperium schlägt zurück
- 1982: Jäger des verlorenen Schatzes
- 1983: Die Rückkehr der Jedi-Ritter
- 1991: Boomer – Überfall auf Beverly Hills
- 1997: Titanic
- 1999: Wing Commander

## Auszeichnungen
- 1982: Oscar für das beste Szenenbild
- 1998: Oscar für das beste Szenenbild